# Max von Pausch
Max Pausch, ab 1892 Ritter von Pausch (* 14. September 1842 in Passau; † 28. Juni 1934 in München) war ein deutscher Ministerialbeamter in Bayerns Finanzverwaltung.

## Leben
Pauschs Eltern waren der Finanzbeamte Karl Pausch und seine Ehefrau Mathilde, geborene Dietzl. Die Familie zog 1843 nach Regensburg.
Am Albertus-Magnus-Gymnasium Regensburg bestand Max Pausch 1860 das Abitur. Er studierte ab 1861 an der Ludwig-Maximilians-Universität München Rechtswissenschaft und wurde im Corps Palatia München aktiv. Dem Examen folgte 1864 in Regensburg ein dreijähriges Praktikum als Vorbereitung für den höheren Justiz- und Verwaltungsdienst, das Pausch 1867 mit dem Staatskonkurs abschloss. 1867 begann er seine Laufbahn als Praktikant bei der Regierung der Oberpfalz, Kammer der Finanzen. Die Behörde ernannte ihn 1868 zum Akzessisten und stellte ihn 1872 als Rechnungskommissar fest an. 1873 wurde er als Rechnungskommissär an das Bayerische Finanzministerium versetzt. 1876 zum Geheimen Sekretär ernannt, wurde Pausch 1877 zum Regierungsrat bei der Regierung von Oberbayern befördert. 1878 wechselte er in gleicher Funktion zurück ins Finanzministerium, in dem er über den Oberrechnungsrat zum Ministerialrat (1889) aufstieg. 
Am 28. Dezember 1892 verlieh ihm Prinzregent Luitpold von Bayern das Ritterkreuz des Verdienstordens der Bayerischen Krone. Mit der Verleihung war die Erhebung in den persönlichen Adelsstand verbunden und er durfte sich nach der Eintragung in die Adelsmatrikel „Ritter von Pausch“ nennen. 1910 erhielt er das Großkomtur zu diesem Orden.
1895 wurde ihm zugleich das Generalsekretariat im Ministerium übertragen. 1904 wurde er zum Staatsrat im ordentlichen Dienst und zugleich zum Stellvertreter des Finanzministers ernannt. Seit 1906 Ministerialdirektor mit dem Prädikat Exzellenz, gab er nach und nach einige Ämter auf. 1911 wurde er mit der Prinzregent-Luitpold-Medaille in Silber und bei seinem 40-jährigen Dienstjubiläum mit dem Luitpold-Kreuz ausgezeichnet. Anlässlich seiner Verabschiedung in den Ruhestand am 1. Mai 1913 würdigte ihn Prinzregent Ludwig durch die Verleihung des Verdienstordens vom Heiligen Michael I. Klasse. Pausch starb im 92. Lebensjahr.
Verheiratet war Max Pausch seit dem 1. Mai 1872 mit Friederike Sophie Julie Louise Pausch, Tochter des königlichen Forstmeisters Friedrich Pausch und seiner Ehefrau Friederike geb. von Ammon. Aus der Ehe gingen zwei Söhne und eine Tochter namens Henriette hervor.